# Фільтрація

Загальна схема фільтрації.

Фільтра́ція — процес проходження розчину чи суспензії через пористу перегородку (мембрану) за різницею гідростатичного тиску з обох боків мембрани, причому розмір профільтрованих часточок обмежується діаметром пор.

## Загальний опис
Відбувається під дією зовнішніх сил та капілярних явищ (осмосу).
- В гірничій науці розглядають фільтрацію в гірських породах, фільтрацію підземних вод тощо.
- В збагаченні корисних копалин — спосіб зневоднення корисних копалин. Здійснюється у фільтр-пресах, вакуум-фільтрах. Результат фільтрування.

Фільтраційний опір — здатність проникного середовища створювати опір фільтраційному потокові в межах певного виділеного об'єму (зони) цього середовища. Фільтраційний опір обернено пропорціонально залежить від гідропровідності пористої перегородки.

## Основні поняття та характеристики

### Швидкість фільтрації
Відношення об'ємної витрати рідини чи газу Q до площі фільтрації F: v  = Q / F.
Критична швидкість фільтрації — швидкість фільтрації, за якої порушується закон Дарсі у верхній границі при великих її значеннях, тобто при великих ґрадієнтах тиску. Ламінарний рух підземної води переходить у турбулентний.
Масова швидкість фільтрації — 1) Добуток швидкості фільтрації на густину флюїду. 2) Відношення масової витрати рідини до площі фільтрації .

### Площа фільтрації
Площа фільтрації — площа поперечного перерізу пористого чи тріщинуватого середовища, включаючи і площу, зайняту його скелетом.

### Коефіцієнт фільтрації
Коефіцієнт фільтрації — відношення швидкості фільтрації υ до гідравлічного похилу I.